# Hayami Masaru

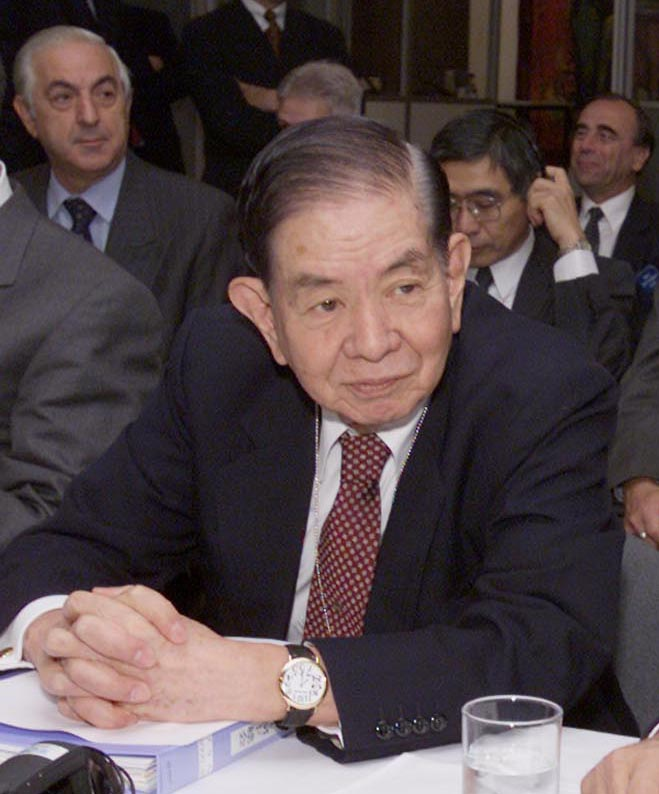
Hayami Masaru

Hayami Masaru  (japanisch 速水 優 ; geboren 24. März 1925 in Kōbe (Präfektur Hyōgo); gestorben 16. Mai 2009  in Tokio) war ein japanischer Bankfachmann.

## Leben und Wirken
Hayami Masaru machte seinen Studienabschluss an der „Tōkyō shōka daigaku“ (東京商科大学), der Vorläufereinrichtung der heutigen Hitotsubashi-Universität. 1947 nahm er seine Arbeit an der Bank of Japan auf, an der er später Geschäftsführer wurde. Er zog sich 1981 von der Bank of Japan zurück und wurde Geschäftsführer von „Nissho Iwai“ (日商岩井). Später wurde er Präsident, schließlich Vorstandsvorsitzender von „Nissho Iwai“, der heutigen „Sojitz“ (双日, Sōjitsu).
Nachdem er als stellvertretender Sekretär der „Japan Association of Corporate Executives“ (経済同友会, Keizai Dōyukai), und an anderen Stellen gearbeitet hatte, wurde er 1998 der 28. Präsident der Bank of Japan. Im Februar 1999 führte er eine Nullzinspolitik ein, um Kredite, die nach dem Platzen der Wirtschaftsblase nicht zurückgezahlt werden konnten, abgeschrieben werden konnten. Obwohl der Zinssatz zu dieser Zeit 0,15 % betrug, äußerte Hayami, dass man sagen könne, der Zinssatz sei null. Also wurde das Vorgehen die „Nullzinspolitik“ genannt. Diese wurde im August 2000 aufgehoben. Im März 2001 kehrten man jedoch praktisch zur Nullzinspolitik zurück. Im selben Monat wurde dann eine Politik der quantitativen Lockerung eingeführt. 2003 trat er als Präsident der Bank of Japan in den Ruhestand.
Als Christ bekannt, war Hayami Direktor der International Christian University und Direktor der „Universität für Frauen Tokio“. Im selben Jahr erhielt er den Titel eines Ehrendoktors der Rechtswissenschaften (LLD) von der „Seigakuin-Universität“ (聖学院大学). 2005 wurde er mit dem 36. „Christian Cultural Achievement Award“ (キリスト教文化功労賞) ausgezeichnet.
Zu Hayanis Schriften gehören:
- „En ga sonkei sareru hi“ (円が尊敬される日) – „Der Tag, an dem der Kreis respektiert wird“, 1995,
- „Chūōginkō no dokuritsu-sei to kin’yū seisaku“ (中央銀行の独立性と金融政策) –  „Unabhängigkeit der Zentralbank und Geldpolitik“, 2004,
- „Tsuyoi en tsuyoi keizai“ (強い円 強い経済) – „Starker Yen – starke Wirtschaft“, 2005.